# Incidente del Fokker F50 di Jetways Airlines del 2024
Il 18 gennaio 2024, un Fokker 50 di Jetways Airways operante un volo da Mogadiscio a Ceel Barde, in Somalia, è uscito di pista una volta arrivato a destinazione e ha impattato contro una casa, distruggendola. Sul volo non c'erano passeggeri ma erano presenti 4 membri dell'equipaggio che trasportavano aiuti umanitari dalla capitale somala. Il comandante è rimasto ucciso, il primo ufficiale è sopravvissuto con gravi ferite, gli altri due occupanti sono rimasti "scioccati e senza parole".

## L'aereo
Il velivolo coinvolto era un Fokker F50, registrato 5Y-JWG e avente numero di serie 20191. Con più di 30 anni di vita operativa alle spalle, l'aeromobile era entrato in servizio nel 1990 per NLM CityHopper. Aveva operato poi per KLM Cityhopper, prima di essere convertito per il trasporto merci e passare successivamente a MiniLiner e a Jetcom. Era stato acquistato dalla Jetways Airlines, compagnia kenyota, nel 2017.

## L'incidente
L'aeroporto di Elbarde ha confermato l'incidente riferendo che l'aereo trasportava 4 operatori dell'ONU del Programma Alimentare Mondiale; l'aereo ha impattato contro la casa all'esterno dell'aeroporto durante un tentativo di riattaccata dopo che uno dei carrelli non si era esteso.